# Lesíček
Lesíček és un poble i municipi d'Eslovàquia. Es troba a la regió de Prešov, al nord del país.

## Història
La primera referència escrita de la vila data del 1402.

## Demografia
| Godina             | 1994 | 2004    | 2014    | 2024    |
| ------------------ | ---- | ------- | ------- | ------- |
| Nombre de persones | 259  | 295     | 375     | 449     |
| Diferència         |      | +13,89% | +27,11% | +19,73% |

| Godina             | 2023 | 2024   |
| ------------------ | ---- | ------ |
| Nombre de persones | 443  | 449    |
| Diferència         |      | +1,35% |